# Tunjiao
Tunjiao (kinesiska: 坉脚, 坉脚镇) är en köping i Kina. Den ligger i provinsen Guizhou, i den sydvästra delen av landet, omkring 190 kilometer sydväst om provinshuvudstaden Guiyang.